# 布芮尼·布朗
布芮尼‧布朗（英語：Casandra Brené Brown，1965年11月18日—），是休士頓大學社會工作研究院的研究教授，致力於研究人們的脆弱、勇氣、價值感以及自卑感，並著述成書。
2010年布朗在TEDxHouston演說「脆弱的力量 （页面存档备份，存于）」是TED網站上最受歡迎的節目之一。

## 早期生活
布朗出生於德州聖安東尼奧，她在路易斯安那州新奧爾良長大。布朗在聖公會教堂受洗，受天主教教育長大。
1995年畢業於德克薩斯大學奧斯汀分校社會工作學系，1996年獲得休士頓大學社會工作學碩士學位。2002年獲得休士頓大學社會工作學博士學位。

## 經歷
布朗的職業生涯始於休士頓大學社會工作研究所，擔任研究教授。
她的研究專注於家庭、學校和組織中的真誠領導和全心投入。
布朗於2012年在TED演講《聆聽羞辱感》，2010年TEDx進行兩場演講。她的TED演講《脆弱的力量》是TED最受歡迎的五大演講之一，觀看次數超過4000萬。
布朗除了出版著作，文章也常見於報章雜誌。
2013年3月布朗現身於歐普拉·溫芙蕾的節目《Super Soul Sunday》，與她談論新書《脆弱的力量》。
布朗是〈The Daring Way〉計劃的首席執行長

## 獎項
布朗被《休士頓女性雜誌》（Houston Woman Magazine）指名為「2009年最具影響力的女性」之一。她還獲得休士頓大學社會工作研究院的傑出教師獎。

## 中文出版書籍
- 《不完美的禮物》（The Gifts of Imperfection），2013年，繁體中文版由心靈工坊出版，ISBN 978-986-611-269-0
- 《脆弱的力量》（Daring Greatly），2013年，馬可孛羅出版，ISBN 978-986-631-987-7
- 《我已經夠好了》（I Thought It Was Just Me (but it isn’t)），2014年，馬可孛羅出版，ISBN 978-986-572-218-0
- 《勇氣的力量》（RISING STRONG），2014年，馬可孛羅出版，ISBN 978-986-572-294-4
- 《做自己就好》（Braving the Wilderness），2019年，馬可孛羅出版，ISBN 978-957-875-981-7
- 《召喚勇氣：覺察情緒衝擊、不逃避尖銳對話、從心同理創造真實的主導力》（Dare to Lead），2020年，天下雜誌出版，ISBN：978-986-398-492-4